# Wojnasy
Wojnasy (deutsch Woynassen, 1938 bis 1945 Woinassen) ist ein Dorf in der polnischen Woiwodschaft Ermland-Masuren und gehört zur Landgemeinde Wieliczki (Wielitzken, 1938 bis 1945 Wallenrode) im Powiat Olecki (Kreis Oletzko, 1933 bis 1945 Kreis Treuburg).

## Geographische Lage
Wojnasy liegt im Osten der Woiwodschaft Ermland-Masuren, 500 Meter westlich der Grenze zur Woiwodschaft Podlachien, die hier bis 1939 auch die Staatsgrenze zwischen Deutschland und Polen war. Die Kreisstadt Olecko (Marggrabowa, umgangssprachlich auch Oletzko, 1928 bis 1945 Treuburg) ist elf Kilometer in nordwestlicher Richtung entfernt.

## Geschichte
Das damals Nurrek, vor 1777 Worinassen und bis 1938 Woynassen genannte Dorf wurde im Jahre 1553 gegründet. Zwischen 1874 und 1945 war es in den Amtsbezirk Markowsken (polnisch Markowskie) eingegliedert, der – 1938 in „Amtsbezirk Markau (Ostpr.)“ umbenannt – zum Kreis Oletzko (1933 bis 1945 Kreis Treuburg) im Regierungsbezirk Gumbinnen der preußischen Provinz Ostpreußen gehörte.
Im Jahre 1910 verzeichnete Woynassen 242 Einwohner. Die Einwohnerzahl verringerte sich bis 1933 auf 208 und belief sich 1939 auf 210.
Aufgrund der Bestimmungen des Versailler Vertrags stimmte die Bevölkerung im Abstimmungsgebiet Allenstein, zu dem Woynassen gehörte, am 11. Juli 1920 über die weitere staatliche Zugehörigkeit zu Ostpreußen (und damit zu Deutschland) oder den Anschluss an Polen ab. In Woynassen stimmten 142 Einwohner für den Verbleib bei Ostpreußen, auf Polen entfiel keine Stimme.
Am 3. Juni (amtlich bestätigt am 16. Juli) des Jahres 1938 wurde die Schreibweise des Ortsnamens Woynassen in „Woinassen“ verändert.
In Kriegsfolge kam das Dorf 1945 mit dem gesamten südlichen Ostpreußen zu Polen und erhielt die polnische Namensform „Wojnasy“. Heute ist das Dorf Sitz eines Schulzenamtes (polnisch sołectwo) und somit eine Ortschaft im Verbund der Landgemeinde Wieliczki (Wielitzken, 1938 bis 1945 Wallenrode) im Powiat Olecki (Kreis Oletzko, 1933 bis 1945 Kreis Treuburg), bis 1998 der Woiwodschaft Suwałki, seither des Woiwodschaft Ermland-Masuren zugehörig.

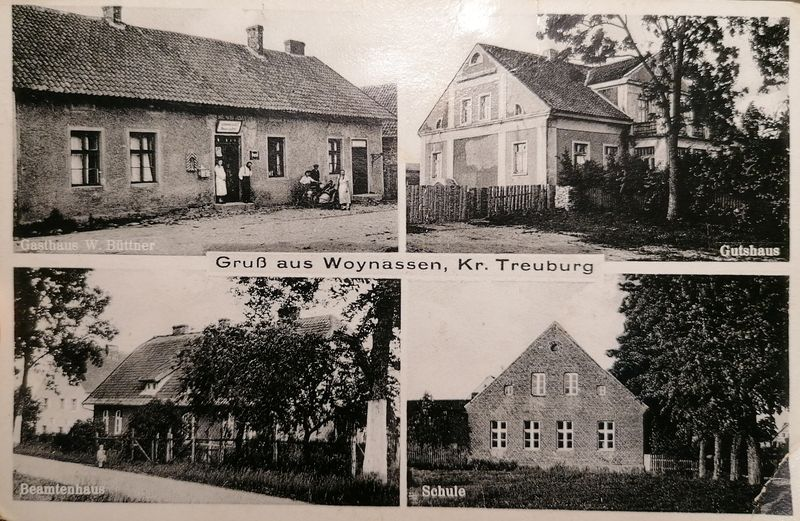
Postkarte aus Woinassen

## Kirche
Bis 1945 war Woynassen resp. Woinassen in die evangelische Kirche Wielitzken in der Kirchenprovinz Ostpreußen der Kirche der Altpreußischen Union sowie in die katholische Pfarrkirche Marggrabowa (Treuburg) im Bistum Ermland eingepfarrt.
Heute gehört Wojnasy katholischerseits zur Pfarrkirche Wieliczki im Bistum Ełk der Römisch-katholischen Kirche in Polen. Die evangelischen Kirchenglieder orientieren sich zur Pfarrei Suwałki in der Diözese Masuren der Evangelisch-Augsburgischen Kirche in Polen.

## Verkehr
Wojnasy liegt nördlich der Woiwodschaftsstraße DW 655 und ist von dort über Cimochy (Groß Czymochen, 1929 bis 1945 Reuß) und Cimoszki zu erreichen. Außerdem führt eine Nebenstraße von Markowskie (Markowsken, 1938 bis 1945 Markau (Ostpr.)) über Wojnasy nach Wierciochy, das bereits im Gebiet der Woiwodschaft Podlachien liegt. Eine Bahnanbindung besteht nicht.